# 中华姓氏博物院
中华姓氏博物院，又名“中国姓氏博物院”，位于中国姓氏的发源地“羲皇故都”河南省淮阳县。是中国第一个以姓氏文化为研究主题的博物院，也是一个以姓氏寻根为主题的文化旅游景区。博物院座落在淮阳县龙湖之畔的太昊陵，占地80余亩。

## 组成
由世界华人档案馆、万姓先祖纪念堂、多媒体演示厅、姓氏文化图书馆和姓氏文化商品展示馆组成。

## 参看
- 炎黄姓氏博物馆
- 中原姓氏